# John Cho
John Cho født 16. juni 1972 i Seoul, Sydkorea, er en koreansk-amerikansk skuespiller og sanger. Han er bedst kendt for sine roller i American Pie-filmene (1999-2003) og Harold & Kumar-filmene (2004-nu), hvor han spiller sammen med Kal Penn. Han har også medvirket i de kritikerroste asiatiske-amerikanske film Better Luck Tomorrow og Yellow.
Cho portrætterede Hikaru Sulu i filmene Star Treak fra 2009 og Star Trek Into Darkness i 2013 og har medvirket i genindspilning af Total Recall (2012).
I tv-dramaet FlashForward spillede han FBI-agenten Demetri Noh, og Chau Presley i Off Centre. Han har en tilbagevendende rolle i tv-serien Sleepy Hollow. I Heksene fra Warren Manors 1. sæsons episode 4 spiller han spøgelset Mark.

## Tidlige liv
Da John var seks år flyttede han til Los Angeles, hvor han voksede op.
Han bestod fra Herbert Hoover High School i Glendale, Californien i 1990. Han blev optaget på University of California, Berkeley og tog eksamen i 1996 med en BA grad i engelsk, og underviste i engelsk på Pacific Hills Skole i West Hollywood i Californien.
Han synger i bandet Viva La Union tidligere kaldet Left of Zed.

## Udvalgt filmografi

### Film
- Star Trek Into Darkness (Hikaru Sulu, 2013)
- Star Treak (Hikaru Sulu, 2009)
- Evolution (student, 2001)
- American Pie 2 (John MILF Guy #2, 2001)
- American Pie ("MILF Guy #2" 1999)

### Tv-serier
- FlashForward (2009–2010)